# Mergini
I Mergini Rafinesque, 1815 sono una tribù di uccelli della famiglia Anatidae.
La maggior parte di questi uccelli, ma non tutti, sono essenzialmente marini al di fuori della stagione della riproduzione. Molte specie hanno sviluppato speciali ghiandole del sale che gli permettono di tollerare l'acqua salata, ma nei giovani uccelli non sono ancora sviluppate. Alcuni smerghi preferiscono habitat fluviali.
I membri di questo gruppo che si nutrono di pesce, come gli smerghi e la pesciaiola, hanno i margini dei loro becchi seghettati per far meglio presa sulle loro prede. Per questo motivo vengono spesso indicati come "becchi a sega".
Altre anatre marine raccolgono molluschi o crostacei dal fondo del mare.

## Tassonomia
La tribù comprende i seguenti genere e specie:
- Genere Histrionicus Lesson, 1828
  - Histrionicus histrionicus (Linnaeus, 1758) - moretta arlecchina
- Genere Camptorhynchus Bonaparte, 1838
  - Camptorhynchus labradorius † (J.F.Gmelin, 1789) - anatra del Labrador
- Genere Clangula Leach, 1819
  - Clangula hyemalis (Linnaeus, 1758) - moretta codona
- Genere Polysticta Eyton, 1836
  - Polysticta stelleri (Pallas, 1769) - edredone di Steller
- Genere Somateria Leach, 1819
  - Somateria fischeri (Brandt, 1847) - edredone dagli occhiali
  - Somateria spectabilis (Linnaeus, 1758) - re degli edredoni
  - Somateria mollissima (Linnaeus, 1758) - edredone comune
- Genere Melanitta Boie, 1822
  - Melanitta perspicillata (Linnaeus, 1758) - orco marino dagli occhiali
  - Melanitta fusca (Linnaeus, 1758) - orco marino
  - Melanitta deglandi (Bonaparte, 1850) - orco marino del Pacifico
  - Melanitta nigra (Linnaeus, 1758) - orchetto marino
  - Melanitta americana (Swainson, 1832) - orchetto marino americano
- Genere Bucephala Baird, 1858
  - Bucephala albeola (Linnaeus, 1758) - quattrocchi minore
  - Bucephala clangula (Linnaeus, 1758) - quattrocchi
  - Bucephala islandica (J.F.Gmelin, 1789) - quattrocchi d'Islanda
- Genere Mergellus Selby, 1840
  - Mergellus albellus (Linnaeus, 1758) - pesciaiola
- Genere Lophodytes Reichenbach, 1853
  - Lophodytes cucullatus (Linnaeus, 1758) - smergo dal ciuffo
- Genere Mergus Linnaeus, 1758
  - Mergus australis † Hombron & Jacquinot, 1841 - smergo australe
  - Mergus octosetaceus Vieillot, 1817 - smergo brasiliano
  - Mergus merganser Linnaeus, 1758 - smergo maggiore
  - Mergus serrator Linnaeus, 1758 - smergo minore
  - Mergus squamatus Gould, 1864 - smergo cinese